# Кумамото (город)

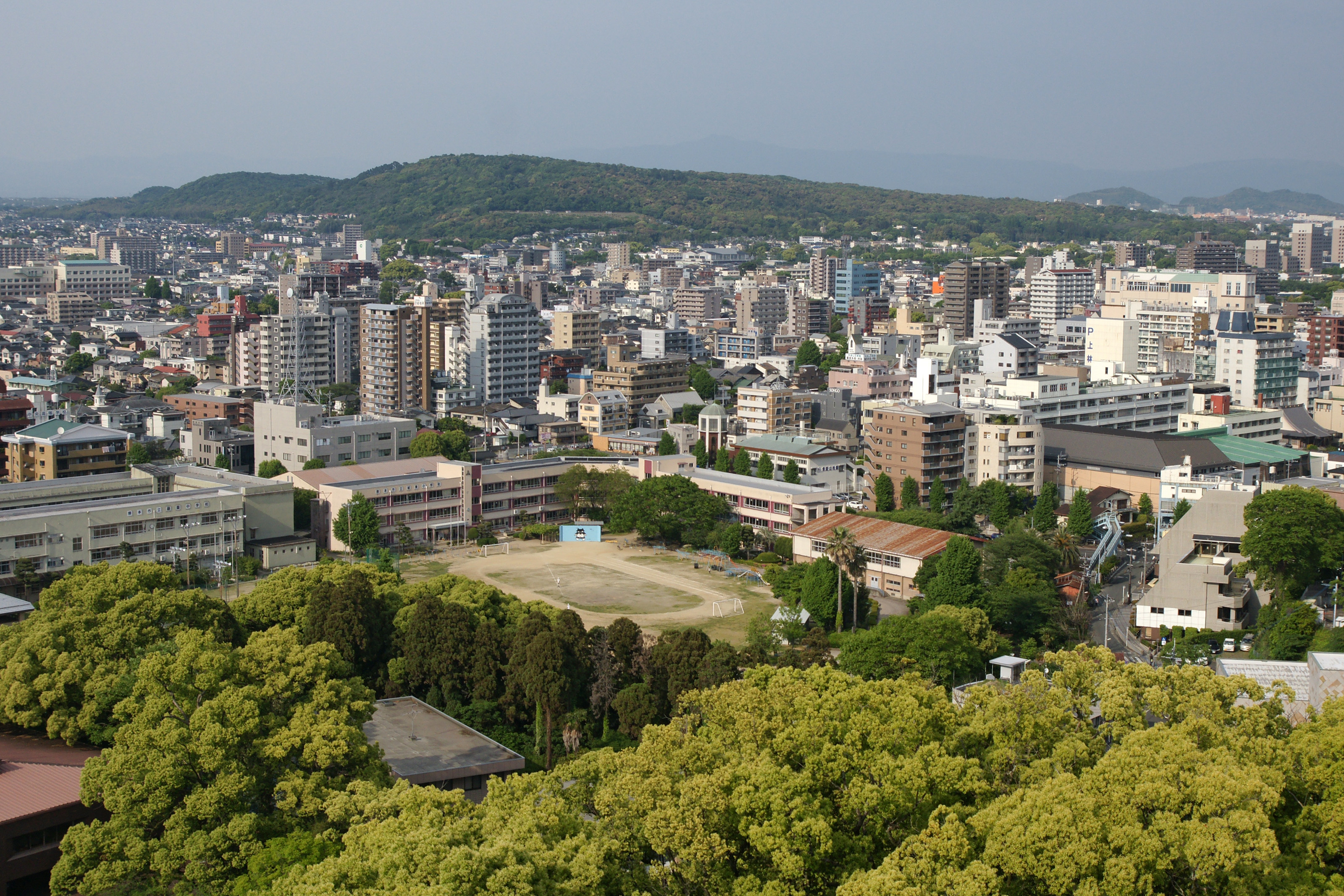
Город Кумамото

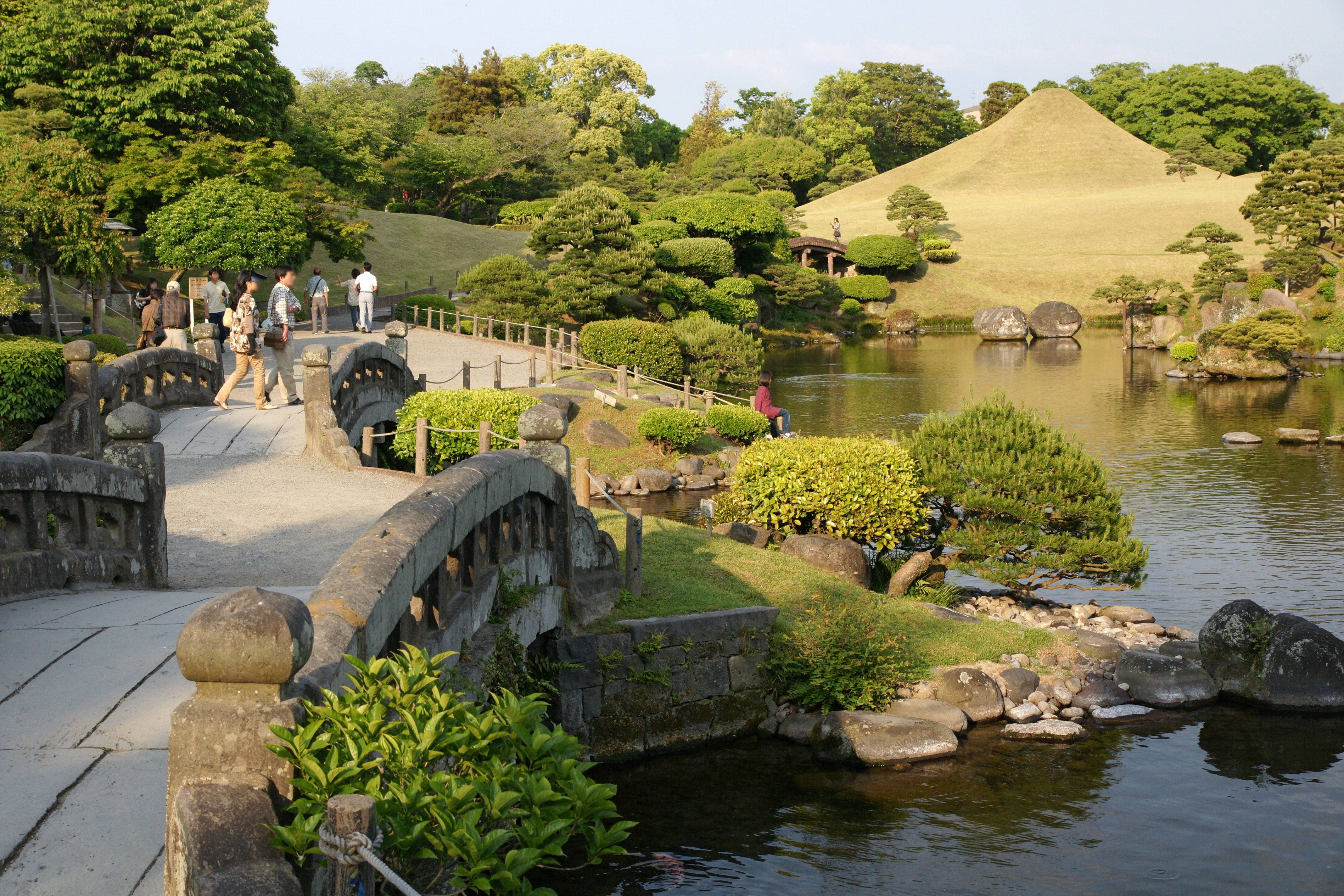
Городской японский сад Суйдзэндзи

Кумамо́то (яп. 熊本市 Кумамото-си) — город, определённый указом правительства Японии, административный центр одноименной префектуры Кумамото. Располагается на острове Кюсю, на реке Сиракава. Расстояние до Нагасаки составляет 70 км воздушным сообщением.
Площадь города составляет 389,54 км², население — 740 080 человек (1 августа 2014), плотность населения — 1899,88 чел./км².

## Достопримечательности
Замок Кумамото был построен в 1607 году. Длина крепостных стен составляла 13 км, в ней было 49 башен и 120 колодцев. Стены крепости имели выгнутую форму, что делало её неприступной для внешних нападений. В 1877 году во время восстания Сацума крепость была осаждена и сгорела. Сохранились только каменный фундамент и знаменитая башня Уто. В результате реставрационных работ восстановлены 13 башен и 17 колодцев.
Здесь располагаются музей истории замка и семей Като и Хосокава.

## Транспорт
- автомобильное и железнодорожное сообщение
- к северо-востоку от города находится аэропорт Кумамото

## Промышленность
- химическая и фармацевтическая промышленность
- текстильное производство
- бумажная промышленность
- художественные промыслы
- производство полупроводников
- возделывание риса и табаководство

## Образование
Кумамото — университетский город. В нём располагаются:
- Университет Кумамото
- Университет префектуры Кумамото
- Колледж лютеранской церкви Кюсю

## Спорт
- футбольная команда «Роассо Кумамото»

## Города-побратимы
- Гуйлинь, Китай (1979);
- Сан-Антонио (Техас), США (1987);
- Гейдельберг, Германия (1992);
- Фукуи, Япония (1994).

## Соседние города и общины
- Уто
- Кёси
- Тамана
- Масики